# Jesús Maria Tibau i Tarragó
Jesús Maria Tibau i Tarragó, el nom de ploma del qual és Jesús M. Tibau (Cornudella de Montsant, 1964), és un escriptor català. Ha conreat el conte o relat, la poesia i la novel·la. Viu a Tortosa, on treballa com a funcionari de l'ajuntament. També dirigeix el club de lectura de la biblioteca pública Marcel·lí Domingo d'aquesta ciutat, de la qual és l'Escriptor de Capçalera.

## Obra
- Tens un racó dalt del món, 2001, (contes)[1]
- Postres de músic, 2005, (contes), premi Marian Vayreda de la ciutat d’Olot[1]
- El vertigen del trapezista, 2008 (contes)[1]
- A la barana dels teus dits, 2009. (poesia)[1]
- Una sortida digna, 2009. (contes)[1]
- I un cop de vent els despentina, Valls, Cossetània Edicions, 2011. (contes)
- Molles per no perdre'm, Terres de l'Ebre, Editorial Petròpolis, 2012. (dietari)
- Per no perdre'm les molles Terres de l'Ebre, Editorial Petròpolis, 2014. (dietari)
- El noi del costat del padrí, Valls Cossetània Edicions, 2014. (contes)
- La pluja ha vessat milions de núvols abans, Madrid, ArtGerust, 2015. (poesia)
- No és la derrota, sinó el vent, Benicarló, Onada Edicions, 2016. (contes)
- El nostre pitjor enemic, Valls, Cossetània Edicions, 2016. (novel·la)
- La vida darrere de l'aparador, Benicarló, Onada Edicions, 2017
- El calaix dels vols perduts, Pagès Editors, 2018 (novel·la)
- Volem ser diables!, Colla de Diables de Vila-seca, 2019 (infantil)
- A mig camí de la incertesa, Valls, Cossetània Edicions, 2020 (recull de contes)
- L’espectacle de la vida, Ganzell Edicions i Editorial Petròpolis, 2021 (dietari)
- I sentir-se encara amb forces, Onada Edicions, 2022 (contes)

## Premis literaris
- Premi literari de Valldoreix 2004 amb el conte: Monedes; l’indecís rodar dels anys.[cal citació]
- 39è Premi Marian Vayreda de la ciutat d’Olot, l’any 2005.[cal citació]
- 19è Premi de les Lletres de la Vila de Corbera, amb el relat “El Barbes”, el 2006.[cal citació]
- Premi Blocs Catalunya en la categoria de Premi Lletra - Literatura. 2009[4]
- Premi del Mèrit de les Lletres Ebrenques, atorgat durant les Jornades de les lletres ebrenques d’Amposta, 2013.[5]
- Premi Ribera d'Ebre de narrativa, 2015: El nostre pitjor enemic[6]
- XXII Premi Terra de Fang 2016 de poesia, amb l’obra Sota la pell hi ha carn encara.[7]
- 6è Premi de Poesia Vila de Cambrils, 2017: Olor de capvespre[8]
- IV Premi de Poesia Lluís de Montsià, 2018 a Sant Carles de la Ràpita, per La casa.[cal citació]
- VII Premi de Narrativa Breu Ciutat d’Amposta, 2021, per I sentir-se encara amb forces.[9]